# The Lord's Prayer (canção)
The Lord's Prayer é uma oração cristã baseada no texto da Bíblia em São Mateus, "cap. 6, vers. 9-13" e São Lucas, "cap.11, vers. 2-4". Conhecida em língua portuguesa como o Pai Nosso, além do espanhol (Padre Nuestro), francês (Notre Pére), italiano (Padre Nostro), latim (Pater Noster) entre outras. A letra foi musicada por Albert Hay Malotte em 1935 e tornou-se um dos maiores hinos da música gospel de todos os tempos.
Foi gravada por inúmeros intérpretes em todo o século XX, desde cantores clássicos até populares. Dentre várias versões, podemos citar a de Elvis Presley, que nunca a gravou oficialmente. Sua versão foi gravada de maneira informal em maio de 1971 durante uma sessão de gravação para o seu álbum natalino Elvis Sings the Wonderful World of Christmas, nos estúdios da RCA em Nashville. Lançada posteriormente no ano de 1996 no disco "A Hundred Years From Now". Os arranjos dessa versão são creditados a Elvis Presley.